# Visingsö
Visingsö is het grootste eiland in het Zweedse Vättermeer. Het eiland heeft een oppervlak van  25 km² en ligt in het zuidelijke gedeelte van het meer, ongeveer 30 km noordelijk van de stad Jönköping en 6 km westelijk van het dorpje Gränna, waarmee een veerverbinding bestaat. Het eiland telt 736 inwoners en wordt intensief door toeristen bezocht.
Volgens een legende zou het eiland door de reus Vist geschapen zijn door een graspol in het meer te werpen om zo voor zijn vrouw een overstapplaats te creëren voor als ze het meer wilde oversteken.
Het eiland is bekend van zijn Remmalagsvagnar (een soort koets), ontdekt op een historische vindplaats, en om de twee burchten Visingsborg en Brahehus Slott, waarvan vandaag de dag alleen nog ruïnes over zijn.

## Geschiedenis
Van de 12e tot en met de 14e eeuw was het eiland Visingsö het centrum van de koninklijke machthebbers. Omdat het eiland goed verdedigbaar was ontstond op het zuidelijke einde een burcht, Näs slott, die als verblijfsoord diende van verschillende Zweedse koningen.
In 1560 vestigde het gravengeslacht Brahe zich op de oostelijke oever van het eiland waar de burcht Visingsborg hun machtscentrum was. Daarnaast lieten zij op de oostelijke oever van het Vättermeer, tegenover deze burcht, ook een kasteel bouwen: Brahehus Slott.
De Zweedse marine plantte in de 17e eeuw uit strategische overwegingen eiken op het eiland om er een houtfabriek te bouwen om het eikenhout klaar te maken voor de scheepsbouw. De bomen zijn echter nooit gebruikt en staan er nog steeds waardoor het eiland voor een groot deel bedekt is met eiken.

## Afbeeldingen

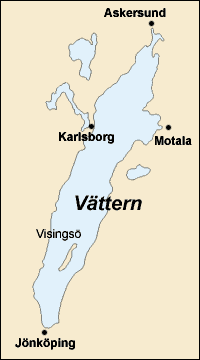
Het eiland Visingsö in het Vättermeer
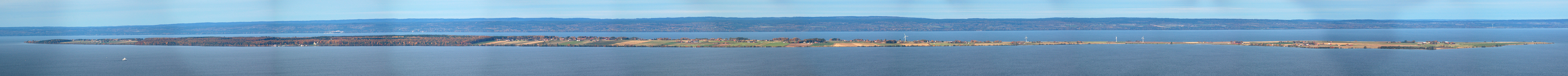
uitzicht op het eiland vanaf Brahehus Slott